# José Vicente Concha
José Vicente Concha Ferreira (Bogotà, 1867 - Roma, 1929) va ser un polític i advocat colombià. Membre del Partit Conservador Colombià, va ser President de Colòmbia entre 1914 i 1918. Fill de don José Vicente Concha Lobo, polític i educador conservador, fundador del Col·legi (Universitat) Pío Nono, i de donya Adolfa Ferreira.
Advocat i diplomàtic, Representant a la Càmera en 1898 per Bogotà. Ministre de Guerra el 1901. Ambaixador als Estats Units el 1902. Es va resistir a signar un tractat amb aquest país, que veu com a improcedent per a Colòmbia i torna a la fi d'aquest any com a parlamentari. En 1910 es presenta com a candidat a la presidència de la república, però és derrotat pel candidat de la Unió Republicana Carlos Eugenio Restrepo en l'Assemblea Nacional. Amb el suport del Partit Liberal, dirigit per Rafael Uribe Uribe, aconsegueix la presidència de la república el 1914 - 1918, derrotant el candidat republicà, Nicolás Esguerra. Mor sent ambaixador de Colòmbia en Itàlia.